# 固体飛跡検出器
固体飛跡検出器（こたいひせきけんしゅつき、英：solid state nuclear track detector）は、粒子線の線量測定に用いられる線量計の一種。
宇宙線の検出や中性子線量計として、宇宙物理学、地質学、考古学、生物学など多くの分野で用いられている。

## 歴史
固体飛跡検出器は、1958年にイギリスのハウェル研究所においてD・A・ヤングが、フッ化リチウム結晶中の核分裂片の飛跡が氷酢酸フッ酸混合溶液中でエッチングすることを報告したことから始まる。1962年にはP・B・プライス、R・M・ウォーカーらが、化学エッチングを行うことで雲母中の飛跡に沿って腐蝕が進むことを示した。これにより、飛跡のフェーディングがなくなり電子顕微鏡による観察が容易になった。化学エッチングによる飛跡拡大手法は、その後CR-39のようなプラスチックにも拡張された。

## 原理
高分子材料やガラス中を荷電粒子が通過すると、その飛跡（nm以下）に沿って損傷が生じる。この部分を強アルカリ溶液でエッチング（蝕刻）するとエッチビットとよばれる小さな穴が形成される。このエッチビットを光学顕微鏡で観察して、その大きさや形状から入射粒子の核種やエネルギーの判別を行う。このため、原理的にX線・γ線に不感であり電磁場にも影響されない。